# Oulad Berhil

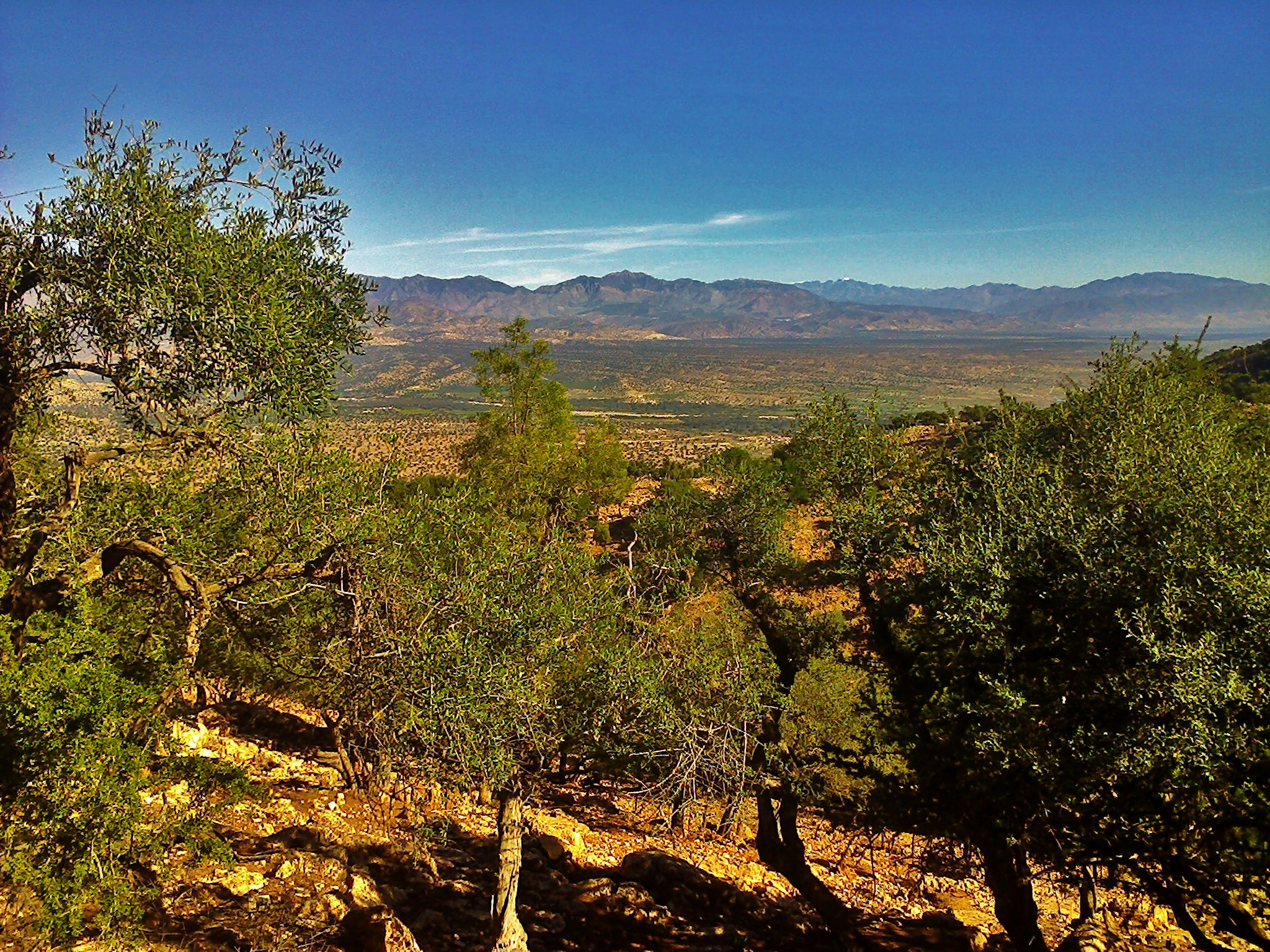
Umgebung von Oulad Berhil

Oulad Berhil (Taschelhit ⵡⵍⴰⴷ ⴱⴰⵔⵃⵉⵍ, arabisch أولاد برحيل, DMG Aulād Barḥīl) ist eine etwa 30.000 Einwohner zählende Oasenstadt in der Provinz Taroudannt im Osten der Souss-Ebene im Süden Marokkos.

## Lage und Klima
Die knapp 500 m hoch gelegene Stadt Oulad Berhil liegt etwa 45 km (Fahrtstrecke) nordöstlich von Taroudant und etwa 5 km nördlich des Flusstals des Oued Souss, der hier noch Asif Tifnout heißt. Das Klima ist halbwüstenartig; der spärliche Regen (ca. 225 mm/Jahr) fällt hauptsächlich im Winterhalbjahr.

## Bevölkerung
| Jahr      | 1994  | 2004   | 2014   | 2024   |
| Einwohner | 9.211 | 15.369 | 24.288 | 30.330 |

Bei den Einwohnern handelt es sich hauptsächlich um zugewanderte Berber aus den Bergregionen des Hohen Atlas und des Antiatlas. Neben den Berberdialekten wird auch Arabisch und teilweise auch Französisch gesprochen.

## Wirtschaft und Infrastruktur
Oulad Berhil ist das östlichste Zentrum der durch Bewässerung (ursprünglich Khettaras, inzwischen auch Brunnen) fruchtbar gemachten Souss-Ebene; angebaut werden hauptsächlich Bananen, Kürbisse, Tomaten etc. Die Stadt selbst bietet die notwendigen Einrichtungen in Handel, Handwerk und Dienstleistungen aller Art.

## Geschichte und Sehenswürdigkeiten
Wie in nahezu allen Berbergebieten existieren keine schriftlichen Überlieferungen. Einzige Sehenswürdigkeit ist die ca. 800 m südlich der Hauptstraße gelegene, aber zu einem Luxushotel umgebaute Kasbah eines lokalen Berberfürsten.